# La Geneytouse
La Geneytouse – miejscowość i gmina we Francji, w regionie Nowa Akwitania, w departamencie Haute-Vienne.
Według danych na rok 1990 gminę zamieszkiwało 740 osób, a gęstość zaludnienia wynosiła 38 osób/km² (wśród 747 gmin Limousin La Geneytouse plasuje się na 177. miejscu pod względem liczby ludności, natomiast pod względem powierzchni na miejscu 353.).

## Populacja

Populacja La Geneytouse w latach 1962–2008